# Гомес, Унаи
Унаи Го́мес Эчебаррия (исп. Unai Gómez Etxebarria; 25 мая 2003, Бермео, Испания) — испанский футболист, полузащитник клуба «Атлетик Бильбао».

## Клубная карьера
12 августа 2023 года Гомес дебютировал за основную команду клуба «Атлетик Бильбао», выйдя в стартовом составе, в матче чемпионата Испании против «Реал Мадрида». 27 августа 2023 года он забил дебютный гол за «басков» в матче Ла Лиги против «Реал Бетиса».

## Достижения
«Атлетик Бильбао»
- Обладатель Кубка Испании: 2023/24